# Alcelaphus
Genre
Alcelaphus est un genre des bovidés qui regroupe des grandes antilopes d'Afrique.

## Liste d'espèces
Selon ITIS:
- Alcelaphus buselaphus (Pallas, 1766) - Bubale roux

Selon MSW (2005):
- Alcelaphus buselaphus - Bubale roux
  - Alcelaphus buselaphus buselaphus
  - Alcelaphus buselaphus cokii
  - Alcelaphus buselaphus lelwel
  - Alcelaphus buselaphus major
  - Alcelaphus buselaphus swaynei
  - Alcelaphus buselaphus tora
- Alcelaphus caama - Bubale caama
- Alcelaphus lichtensteinii - Bubale de Lichtenstein

## Nomenclature et systématique
On distingue désormais[Quand ?] trois espèces du genre Alcelaphus:
- Alcelaphus buselaphus
- Alcelaphus caama -- Bubale caama[2]
- Alcelaphus lichtensteinii -- Bubale de Lichtenstein

Les deux dernières ont été considérées comme sous espèces du bubale roux :
- Alcelaphus buselaphus buselaphus† (sous-espèce éteinte entre 1945 and 1954 en Algérie[4].)
- Alcelaphus buselaphus caama
- Alcelaphus buselaphus cokei -- Bubale de Coke
- Alcelaphus buselaphus jacksoni
- Alcelaphus buselaphus lelwel
- Alcelaphus buselaphus lichtensteinii
- Alcelaphus buselaphus major -- Bubale major[5]
- Alcelaphus buselaphus neumanni
- Alcelaphus buselaphus swaynei (sous-espèce en danger[6])
- Alcelaphus buselaphus tora (sous-espèce en danger[7])